# RawTherapee
RawTherapee é um programa multi-plataforma de processamento de imagem raw, lançado sob a licença GNU General Public License Versão 3. Ele foi originalmente escrito por Gábor Horváth de Budapeste, Hungria, antes de ser relicenciado como livre e software de código fonte aberto em janeiro de 2010. Ele é escrito em C++, usando GTK+ front-end e uma versão corrigida do 'dcraw' para a leitura de arquivos raw. É notável pelo controle avançado que fornece ao usuário sobre a remoção do efeito de mosaico e desenvolvimento do processo. Seu nome inicial era um acrônimo para: "Experimental Raw Photo Editor"; no entanto, a sigla foi descartada e RawTherapee é agora o nome do pacote.
RawTherapee compreende um subconjunto de edição de imagem de operações voltadas, especificamente, para pós-produção não-destrutiva de fotos raw e está focado principalmente na melhoria de fluxo de trabalho do fotógrafo, facilitando o manuseio de um grande número de imagens.

## Recursos
RawTherapee envolve o conceito de edição não destrutiva, semelhante à de alguns outros software de conversão raw. Os ajustes feitos pelo usuário são imediatamente refletidas na imagem de pré-visualização, embora eles não são fisicamente aplicada para a imagem aberta, mas os parâmetros são guardados em um arquivo separado. Esses ajustes são aplicados durante o processo de exportação.
Todo o processamento interno é feito em uma alta precisão do motor de ponto flutuante de 32 bits.

### Formatos de arquivo de entrada
RawTherapee pode trabalhar com arquivos raw de câmeras digitais, incluindo alguns tipos menos comuns, como o X-Trans, Foveon e Pentax Pixel Shift, bem como os formatos comuns de imagem, como JPEG, PNG e TIFF. Ele também suporta uma elevada gama dinâmica, 16/24/32 bit raw em DNG imagens.
RawTherapee usa uma versão corrigida do 'dcraw' código para ler e analisar formatos raw, com ajustes adicionais e restrições de parâmetros, tais como o níveis de branco e área de cultivo raw baseado medições ''in-house''. Assim, RawTherapee suporta todos os formatos suportados pelo 'dcraw'.

### Interface do usuário
RawTherapee porvê ao usuário um navegador de arquivos, uma fila, um painel para o ajustes de imagem em lote, um 1:1 visualização de imagem JPEG incorporada em caso de arquivos raw e uma aba de edição de imagem.
O navegador de arquivos mostra miniaturas de fotos juntamente com uma legenda de informações de metadados da fotografia. O navegador inclui a classificação de 5 estrelas, sinalização, e um Exifbaseado no filtro. Ele pode ser usado para aplicar um perfil, ou partes de um perfil, para uma seleção completa de fotos em uma única operação.
Uma caixa de ferramentas ao lado do navegador de arquivos permite ajustes de imagem em lote.
A aba da fila permite colocar a exportação de fotos em espera até que ajuste no Editor esteja feito, para que a CPU esteja totalmente disponível para o usuário enquanto estiver ajustando uma foto, em vez de processar fotos enquanto o usuário está tentando ajustar novas fotos que poderia resultar em uma interface lenta. Alternativamente, ele pode ser usado para processar as fotos junto com ajustes novos, caso a CPU seja capaz de lidar com a carga de trabalho.
Na guia Editor é onde o usuário ajusta as fotos. Enquanto a imagem é aberto para edição, é disponibilizado ao usuário uma janela de pré-visualização com capacidade panorâmica e zoom. Um histograma de cor também está presente e oferece ecalas lineares e logarítmicas, e separa os canais R, G, B e L. Todos os ajustes são refletidas na pilha "história" e o usuário pode reverter quaisquer alterações a qualquer momento. Há também a possibilidade de ter vários instantâneos da pilha "história", permitindo que várias versões da imagem sejam mostradas. Esses instantâneos não são escritos no arquivo separado e são, posteriormente, perdidos uma vez que a foto seja fechada, no entanto, o trabalho de migração do sistema PP3 sidecar para XMP que já suporta o armazenamento de snapshots está em curso.

### Ferramentas de ajuste e de processamento
- O seguintes algorítimos Bayer de remoção do efeito de mosaico estão disponíveis: Surpreender, IGV, LMMSE, EAHD, HPHD, VNG4, DCB, AHD, rápido ou mono, assim como nenhum.[7]. Os arquivos Raw de X-Trans sensores têm os métodos 3-passe, 1-passe e rápida remoção do efeito de mosaico à sua disposição.
- Processamento de perfis de suporte através de arquivos paralelos com a capacidade de carregar totalmente e parcialmente, salvar e copiar perfis entre as imagens.
- Parâmetros de processamento podem ser gerados dinamicamente, com base nos metadados da imagem usando o Perfil Dinâmico do Construtor.
- Controle de exposição e curvas em L*a*b* e RGB de espaços de cor.
- CIECAM02 modo.
- Algoritmos avançados de destaque de reconstrução e controles de sombra/realce.
- O mapeamento de tons utilizando preservação de borda de decomposição.
- Vinheta de correlação pré-colheita e vinheta de pós-colheita para efeito artístico.
- Filtro graduado.
- Vários métodos de amolar.
- Vários métodos de redução de ruído.
- Detalhe de recuperação.
- Remoção de franja roxa
- Manual e automático de pré - e correção de aberração cromática pós-demosaic.
- Processamento avançado de wavelets.
- Processamento de retinex.
- O balanço de brancos (presets, temperatura de cor, o ponto de equilíbrio de branco e equilíbrio de brancos automático).
- Canal do mixer.
- Conversão preto-e-branco.
- Cor impulso e vibração (saturação de controle com a opção de preservar tons de pele naturais).
- Matiz, saturação e correções de valor por meio de curvas.
- Vários métodos de tonificação da cor.
- Fechadura seletor de cores.
- Ampla gama de suporte para visualização em Windows e Linux, enquanto a visualização no macOS é limitada para sRGB.
- Suporte de ''soft-proofing''.
- Gestão de trabalho de fluxo de cor.
- Perfis de cor ICC (entrada, funcionamento e saída).
- Perfis DCP de cor (de entrada).
- Suporte para Adobe Correção de Perfis de Lente (LCP).
- Recorte, redimensionamento, pós-redimensionar nitidez.
- Rotação com a ferramenta visual de alisamento.
- Correção de distorção.
- Ajuste da perspectiva.
- Subtração de quadro escuro.
- Remoção de campo plano (matiz turnos, remoção de poeira, correção de vinheta).
- Filtros de quente e dead pixel.
- Editor de metadados (Exif e IPTC).
- Uma fila de processamento para liberar a CPU durante a edição onde o feedback imediato é importante e para fazer a máxima utilização depois.

### Formatos de saída
O formato de saída pode ser selecionado a partir de:
- TIFF (8-bit e 16-bit)
- JPEG (8 bits)
- PNG (8-bit e 16-bit)

## Histórico de versão

### Série v2
A versão 2.4.1 foi lançada em setembro de 2009; foi a última de código fechado lançada. Desde então RawTherapee tornou-se open source (que foi fechado antes de 2010) e um número de desenvolvedores aderiram ao projeto, adicionando novos recursos e melhorando a estabilidade.

### Série v3
A série 3 com a versão "Dev-3.0" foi o primeiro a ser lançado como open source. Principais alterações incorporadas nesta série incluem:
- Novo licenciamento: RawTherapee agora está liberado sob a licença GPL.
- Nova interface de layouts possíveis, oferecendo mais eficiente uso do espaço de tela. Navegador de arquivos e abas de pilhas de processamento separados. Uma escolha entre o " modo tira de filme aba única" e "modo várias abas", ambos com a possibilidade de ter as abas posicionadas verticalmente.
- Habilidade de abrir várias imagens simultaneamente.
- Nova visualização de lógica. Mais rápido e suave de zoom e visão panorâmica. Suave imagem de pré-visualização.
- Algorítimos inúmeros novos filtros e remoção do efeito de mosaico.

### Série 4.0
Versão 4.0.0 foi lançado em 2011-07-30, levando até o lançamento da versão 4.0.12 no 2014-01-07 que conclui a série 4.0.
Principais alterações incorporadas nesta série incluem:
- Motor novo, todo o processamento ocorre em ponto flutuante de 32 bits para alta precisão.
- INTERFACE de usuário melhorada e mais personalizável.
- Novas ferramentas de processamento de imagem, como a compensação do ponto preto, novo destaque métodos de recuperação automática de distorção de controle no sistema Quatro Terços em câmeras, mini campo de correção, subtração de quadro escuro, etc.
- Melhorou o gerenciamento de cores, perfis personalizados com alta precisão criados para algumas câmeras, especificamente para RawTherapee.
- Implementação CIE Aparência de Cor do Modelo 2002.

Devido a maiores requisitos de RAM da versão 4.0, embora sistemas operacionais de 32 bits ainda sejam suportados, máquinas de 64 bits são altamente recomendados para o desempenho e a estabilidade.

### 4.1
RawTherapee 4.1 foi lançado em 21 de Maio de 2014.

### 4.2
RawTherapee 4.2 foi lançado em 24 de outubro de 2014.

### 5.0
RawTherapee 5.0 foi lançado em 22 de janeiro de 2017. Há duas variantes marcados como 5.0: uma usa GTK2, e o outro GTK3. Ambas as variantes são idênticas em todos os sentidos, exceto para o toolkit gráfico.
RawTherapee 5.0-r1 foi lançado em 2 de fevereiro de 2017. Esta revisão é funcionalmente a mesmo, mas inclui algumas correções de bugs que veio à tona após o lançamento da versão 5.0.

### 5.1
RawTherapee 5.1 foi lançado em 15 de Maio de 2017. Principais novos recursos incluem apoio a Pentax Pixel Shift, o Construtor de Perfil Dinâmico e um executável dedicado de linha de comando para reduzir os tempos de carregamento para usuários CLI.

### 5.2
RawTherapee 5.2 foi lançado em 23 de julho de 2017. Os novos Recursos desde 5.1:
- Plugin GIMP para abrir as imagens raw no GIMP usando RawTherapee - ver RawPedia.
- "Remoto" (modo-R opção de linha de comando) para permitir a abertura de imagens ("Abrir com" ou passados como argumentos) em plena instância. O modo -R permite que você abra uma imagem em uma instância já em execução de RawTherapee, se a instância foi também iniciada a usar -R. A abertura de uma imagem sem a opção-R vai abrir RawTherapee em "Navegador-nenhum-Arquivo" de modo que não tem o Navegador de arquivos e Fila de separadores, e o botão Preferências.
- Adicionado DCP perfis de cores precisas para:
  - FUJIFILM X-T20